# Ниша стволовой клетки
Ниша стволовой клетки — термин, предложенный в 1978 году Р. Скофилдом (Schofield) для микроокружения стволовой клетки, необходимого для её жизнедеятельности и координации её поведения с нуждами организма.
Многие исследователи рассматривают нишу как анатомическую субъединицу тканевого компартмента.
По современным представлениям ниша — это связующее звено контроля и регуляции между клеткой и целостным организмом. Она:
- обеспечивает стволовую клетку факторами, необходимыми для её жизнедеятельности;
- благодаря её анатомическим особенностям способствует взаимному контролю и обмену информацией между клетками, координирует их действия[7];
- обеспечивает координацию между различными популяциями клеток[8], регулируя их ориентацию и местоположение в тканевом компартменте, а следовательно регулирует морфогенез и функции тканей.

В основе функционирования ниши лежит множество взаимосвязанных механизмов: это и межклеточные взаимодействия между стволовыми клетками, а также взаимодействия между стволовыми клетками и соседними дифференцированными клетками; взаимодействия между стволовыми клетками и компонентами внеклеточного матрикса; уровень кислорода (наличие или отсутствие гипоксии); факторы роста и цитокины; физико-химическое состояние окружающей среды (рН, её ионная сила, и в частности концентрация ионов Ca2+; наличие метаболитов и энергоносителей, таких как например АТФ). Всё больше данных свидетельствует о том, что одним из ключевых путей взаимодействия между стволовыми клетками и нишей являются микроРНК — малые некодирующие РНК.
Передача РНК между клетками может осуществляться с помощью экзосом — выделяемых клетками мембранных везикул размером не более 100 нанометров, которые считаются одной из форм межклеточного общения
Заблокировать перенос микроРНК экзосомами можно с помощью ингибитора нейтральной сфингомиелиназы (SMPD3) — GW4869 или ингибитора кислой сфингомиелиназы (SMPD1) — дезипрамина, что может предотвратить образование раковой ниши.
В процессе развития и для поддержания друг друга во взрослом организме стволовые клетки и ниша могут оказывать индуктивное воздействие по отношению к друг другу. Нарушения таких взаимодействий могут приводить к развитию опухолей.
Ниша может быть представлена одним или несколькими типами взаимодействующих между собой клеток, а также клетками вместе с внеклеточными структурами, такими как внеклеточный матрикс. Отделение клетки от взаимодействующего с ней матрикса может привести к гибели клетки в результате аноикиса — запрограммированной смерти клетки в результате утраты нормального взаимодействия с матриксом.
Клетки ниши могут являться источником секретируемых факторов и носителями рецепторов, размещенных на клеточной поверхности. К числу гормональных и паракринных факторов, контролирующих обновление популяции клеток, дифференцировку и апоптоз, относят семейства: Wnt — Notch, Hedgehog, ростового фактора фибробластов (FGF), ростового фактора эпидермиса (EGF), трансформирующего ростового фактора (TGF-β), фактора стволовых клеток (SCF) и семейства хемокинов, а также белки внеклеточного матрикса вроде ламинина α-5.
Так, например, манипулируя сигнальным путём Wnt и определёнными транскрипционными факторами, можно вызвать у червячка C. Elegans образование перемещённых ниш, а также «латентных» ниш, проявляющих себя только после того как незрелые зародышевые клетки в результате смещения вступают в неестественный для нормы контакт с популяцией клеток, секретирующих сигнальные молекулы Notch. Такие латентные ниши могут вызывать образование зародышевой опухоли — тератомы из-за нарушения программы развития.
Способность некоторых раковых клеток самостоятельно вырабатывать необходимые для их выживания компоненты ниши превращают их в рассадников метастазов. К таким компонентам, в частности, относятся белки внеклеточного матрикса, такие как тенесцин Ц (TNC) и периостин (POSTN). Оба эти белка являются регуляторами ключевых сигнальных путей, таких как Wnt и Notch.
Концепция ниши позволяет выявить механизмы снижения количества стволовых клеток и регенерационной способности в процессе старения организма.
Так, например, повысив активность сигнала FGF, вырабатываемого сателлитными клетками мышечного волокна, можно вызвать снижение количества стволовых клеток и соответственно уменьшение регенерационной способности мышцы. И наоборот, снизив выработку нишей сигнала FGF можно предотвратить истощение сателлитных стволовых клеток и регенерационной способности мышцы.

### Ниша в условиях in vitro
Существенное влияние на поведение клеток оказывает микроокружение, навязанное клетке условиями её выращивания in vitro. Показано, что обычные клеточные 2D-культуры имеют ряд ограничений, такие как: лимит контактов между клетками и между клеткой и матриксом, придание клеткам плоской морфологии и отсутствие реалистичных градиентов в клеточной нише. Чтобы условия жизни клеток в пробирке лучше имитировали условия их функционирования в организме, были разработаны методы культивации клеток в трёхмерной (3D-) среде. Так, например, показано, что при культивации клеток сосочкового слоя волосяных фолликулов человека в виде сфероидов в висячей капле, когда клетки растут как бы в более естественном трёхмерном окружении и взаимодействуют друг с другом, они способны заново индуцировать образование волосяных фолликулов в коже человека; культивирование адипоцитов в жидкой суспензии, в которой они образуют сфероиды, позволяет превращать клетки, полученные путём липосакции, в клетки печени без промежуточной фазы плюрипотентных клеток и всего за 9 дней; нервные клетки-предшественники могут быть получены непосредственно из фибробластов путём формирования в 3D-культуре клеток сфер, вызванного вынужденным ростом клеток на поверхности с низкой связывающей способностью. Сохранение способности к пролиферации гемопоэтических стволовых клеток (ГСК) было более выраженным в 3D-культуре, в искусственной нише, созданной с помощью подложки из макропористого гидрогеля, имитирующего губчатую архитектуру трабекулярной кости, чем в стандартной 2D-культуре
Метод трехмерной (3-D) культуры в геле Matrigel со специально подобранным составом среды, использован для выращивания миниатюрных «затравок» поджелудочной железы. В перспективе такие «затравки» могут быть полезны для борьбы с диабетом в качестве «запчастей».
Механические и биофизические взаимодействия в нише стволовых клеток, участвующие в регуляции их развития и определяющие их судьбы, приведены в обзоре:,